# Aldona Magdalena Żebrowska
Aldona Magdalena Żebrowska (ur. 11 stycznia 1991 w Łomży) – polska lekkoatletka specjalizująca się w pchnięciu kulą.

## Kariera sportowa
W 2009 odpadła w eliminacjach mistrzostw Europy juniorów, a w 2010 reprezentowała Polskę na mistrzostwach świata juniorów zajmując dziesiątą lokatę. Dziewiąta zawodniczka mistrzostw Europy młodzieżowców z 2011. W 2013 roku zajęła szóstą lokatę na Młodzieżowych Mistrzostwach Europy w Finlandii (Tampere).
Medalistka mistrzostw Polski seniorów ma w dorobku trzy brązowe medale (Bydgoszcz 2011, Bielsko-Biała 2012 i Toruń 2013). Zdobywczyni dwóch srebrnych medali halowych mistrzostw Polski (Spała 2011 & Spała 2012). Stawała trzykrotnie na podium mistrzostw kraju młodzieżowców (Gdańsk 2011, Radom 2012 dwa srebrne medal, oraz brąz w Bydgoszczy 2013).
Rekord życiowy: stadion – 16,38 (12 lipca 2013, Tampere); hala – 16,51 (7 lutego 2015, Spała).

## Osiągnięcia
| Rok  | Impreza                        | Miejsce  | Lokata            | Wynik |
| ---- | ------------------------------ | -------- | ----------------- | ----- |
| 2009 | Mistrzostwa Europy juniorów    | Nowy Sad | el. – 15. miejsce | 13,75 |
| 2010 | Mistrzostwa świata juniorów    | Moncton  | 10. miejsce       | 15,10 |
| 2011 | Młodzieżowe mistrzostwa Europy | Ostrawa  | 9. miejsce        | 15,09 |
| 2013 | Młodzieżowe mistrzostwa Europy | Tampere  | 6. miejsce        | 16,38 |